# 泽兰语
泽兰语（Zeêuws），又称西兰语，是荷蘭語的方言之一，使用者主要居住在泽兰省和南荷蘭省的部分地區。泽兰语雖然被視為荷蘭語的方言，但除了發音之外，在文法和詞彙上也和荷蘭語有所不同。泽兰语的使用者現在約有22萬人。

## 圖片

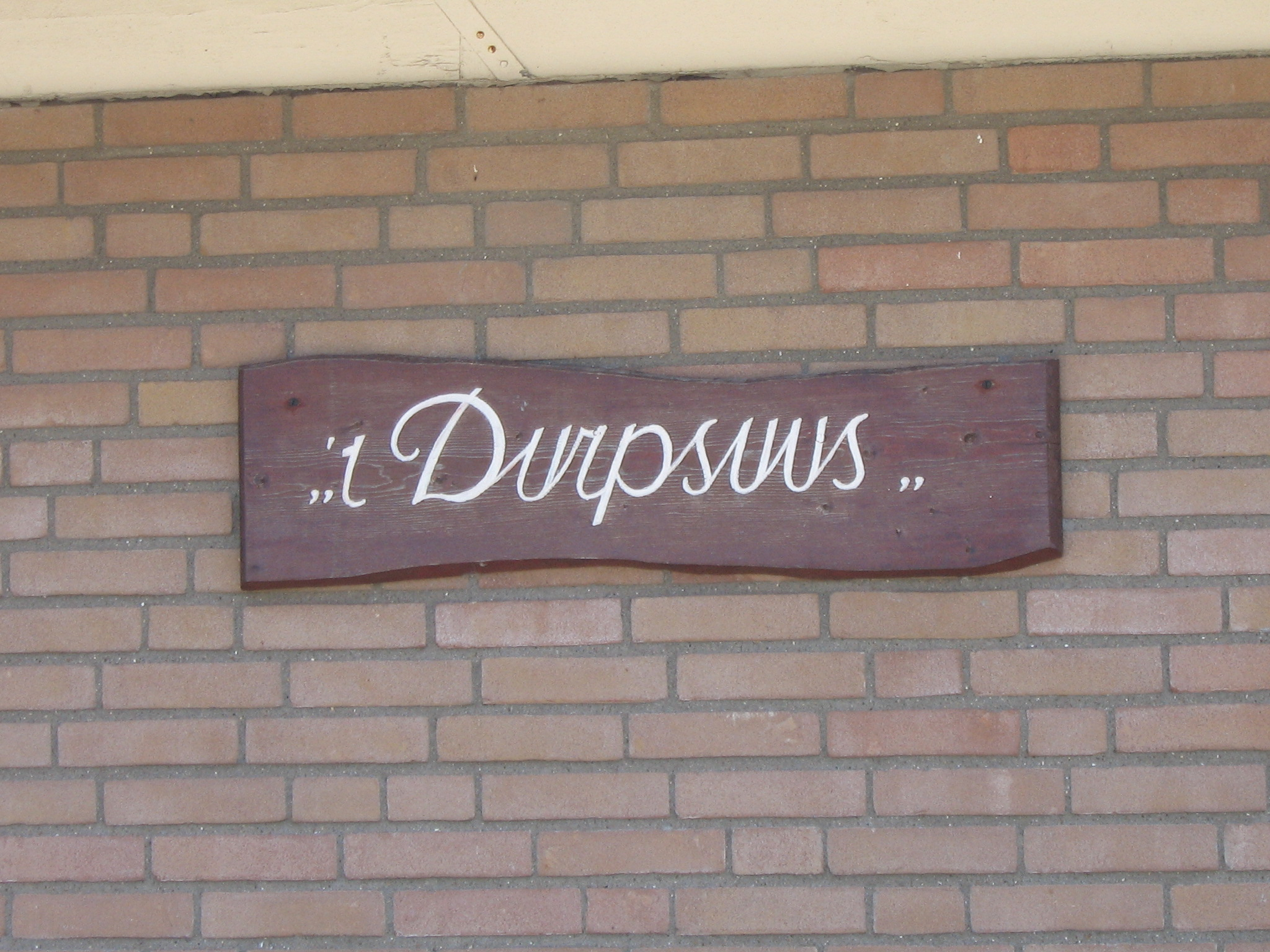
位於博瑟勒德里韋亨（英语：Driewegen, Borsele）的泽兰语標誌「Durpsuus」，意思是社區中心。
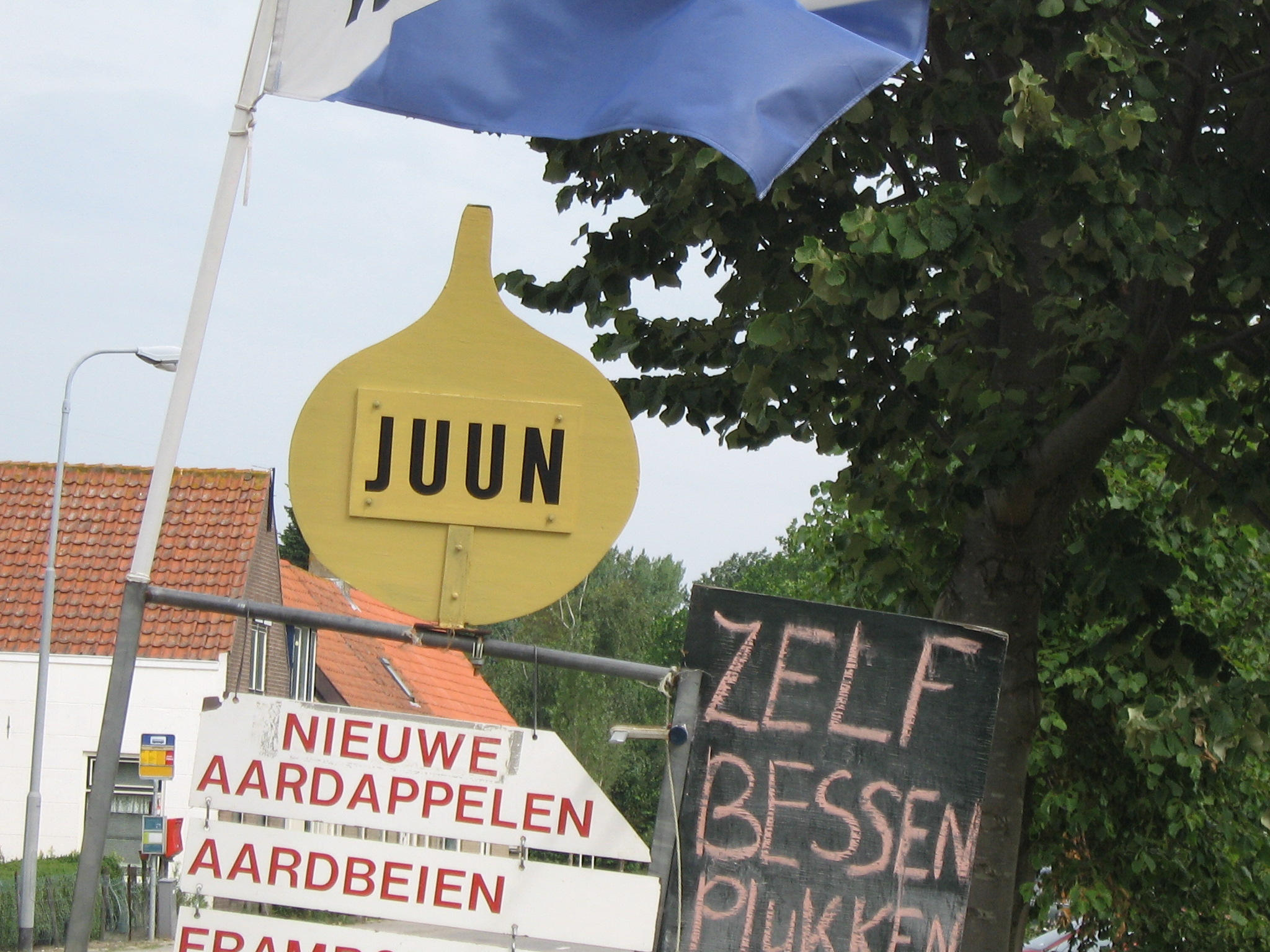
泽兰语「Juun」，意思是洋蔥（單數或複數）